# Eleonora Morana
Eleonora Morana (* 13. September 1922 in Mailand) ist eine italienische Schauspielerin.

## Leben
Morana wurde von den Kritikern als sympathische, mit „unregelmäßiger Schönheit“ bedachte Interpretin von Nebenfiguren bezeichnet. Oftmals spielte sie in ihren etwa 80 Film- und Fernsehrollen zwischen 1957 und 1983 grimmige Gouvernanten und neugierige Bedienstete; sie deutete an, mehr zu können als das von den Produzenten festgelegte Rollenklischee, dem sie selten entgehen konnte.

## Filmografie (Auswahl)
- 1958: Ricordati di Napoli
- 1960: Küste der Piraten (I pirati della costa)
- 1961: Piratenkapitän Mary (Le avventure di Mary Read)
- 1966: Das Finale liefert Zorro (Zorro il ribelle)
- 1966: Laß die Finger von der Puppe (Per un pugno di canzoni)
- 1967: Der Tod ritt dienstags (I giorni dell’ira)
- 1969: Zorro – Graf von Navarra (Zorro marchese di Navarra)
- 1974: Der Tod trägt schwarzes Leder (La polizia chiede aiuto)
- 1983: Quer pasticciaccio brutto de via Merulana (Fernseh-Miniserie)